# Копальня Вільяррубія-де-Сантьяго
Копальня Вільяррубія-де-Сантьяго — виробничий майданчик в Іспанії, який здійснює продукування сульфату натрію. Також відомий як копальня «El Castellar».
Особливістю копальні Вільяррубія-де-Сантьяго є те, що вона провадить розробку родовища тенардиту (сульфат натрію) — на відміну від інших іспанських підприємств цього напрямку у Кольменар-де-Ореха, Белорадо та Сересо-де-Ріо-Тірон, що видобувають глауберит (сульфат натрію-кальцію).
Розробку провадять підземним способом із пласта завтовшки 5—8 метрів.
Відомо, що в 1990-му з тенардиту в Іспанії виробили 240 тисяч тонн сульфату натрію, а в 1992-му копальня Вільяррубія-де-Сантьяго видала 188 тисяч тонн. Наразі завод Вільяррубія-де-Сантьяго має проєктну потужність у 300 тисяч тонн сульфату натрію на рік.
Первісно розробкою опікувалась FMC Forest — дочірня компанія північноамериканської FMC Corporation. У другій половині 2000-х копальню Вільяррубія-де-Сантьяго викупила іспанська Minera de Santa Marta зі складу групи SAMCA, якій також належить зазначена вище копальня Белорадо.